# Cantonul Aargau
Aargauⓘ (în germană Aargau, în retoromană Argovia, în italiană Argovia, în franceză Argovie) este unul dintre cantoanele Elveției. Se întinde peste cursul inferior al râului Aare, din care își trage numele (Aargau însemnând teritoriul Aare).

## Geografie
Suprafața totală este de 1.404 km², iar populația de 573.654 (în 2005). Capitala este la Aarau. Se mărginește cu Germania la nord, cu cantoanele Basel-Provincie, Solothurn și Berna la vest, cu cantonul Lucerna la sud, și cu cantoanele Zürich și Zug la est.
Aargau este unul dintre cel mai puțin muntoase cantoane elvețiene, făcând parte dintr-un mare podiș, la nord de Alpi și la est de Munții Jura, peste care se află dealuri joase.

## Istorie
Aargau a fost o regiune de graniță între Alamannia și Burgundia, fiind disputată de ambele ducate. De la sfârșitul dinastiei Hohenstaufen și până în 1415, a fost condusă de Habsburgi, din această perioadă datând numeroase castele cum ar fi Habsburg, Lenzburg și Wildegg. Există și unele foste mănăstiri, precum cele de la Wettingen și Muri, toate fondate de familia Habsburg. Ele au fost închise de guvern în 1841, ceea ce a constituit una din cauzele războiului civil numit "Războiul Sonderbund," din 1847 din Elveția.
În 1415 regiunea Aargau a fost preluată de la Habsburgi de către Confederația Elvețiană. Berna a păstrat regiunea de sud-vest (Zofingen, Aarburg, Aarau, Lenzburg, și Brugg). Unele districte, numite Freie Ämter (Mellingen, Muri, Villmergen, și Bremgarten), din cadrul comitatului de Baden, erau considerate ținute vasale, și erau conduse de unul sau de toți confederații.
Între 10 martie și 18 aprilie 1798 s-a aflat sub ocupație franceză, iar porțiunea berneză a devenit cantonul Aargau al Republicii helvete, restul formând cantonul Baden. În 1803, cele două jumătăți s-au unit sub numele de cantonul Aargau care a fost apoi primit ca membru cu drepturi depline în cadrul Confederației reconstituite. Fricktal, cedat în 1802 de Austria, via Franța napoleonică, Republicii helvete, a existat ca un canton separat pentru scurt timp, sub un Statthalter ('Împuternicitul statului'), însă la 9 martie 1803 a fost incorporat în cantonul Aargau.
Timp de secole, două sate din Aargau, Endingen și Lengnau, au fost singurele locuri din Elveția în care le era permis evreilor să locuiască. Ei nu putea poseda locuințe sau trăi sub același acoperiș cu creștinii.

## Subdiviziuni politice

### Districte

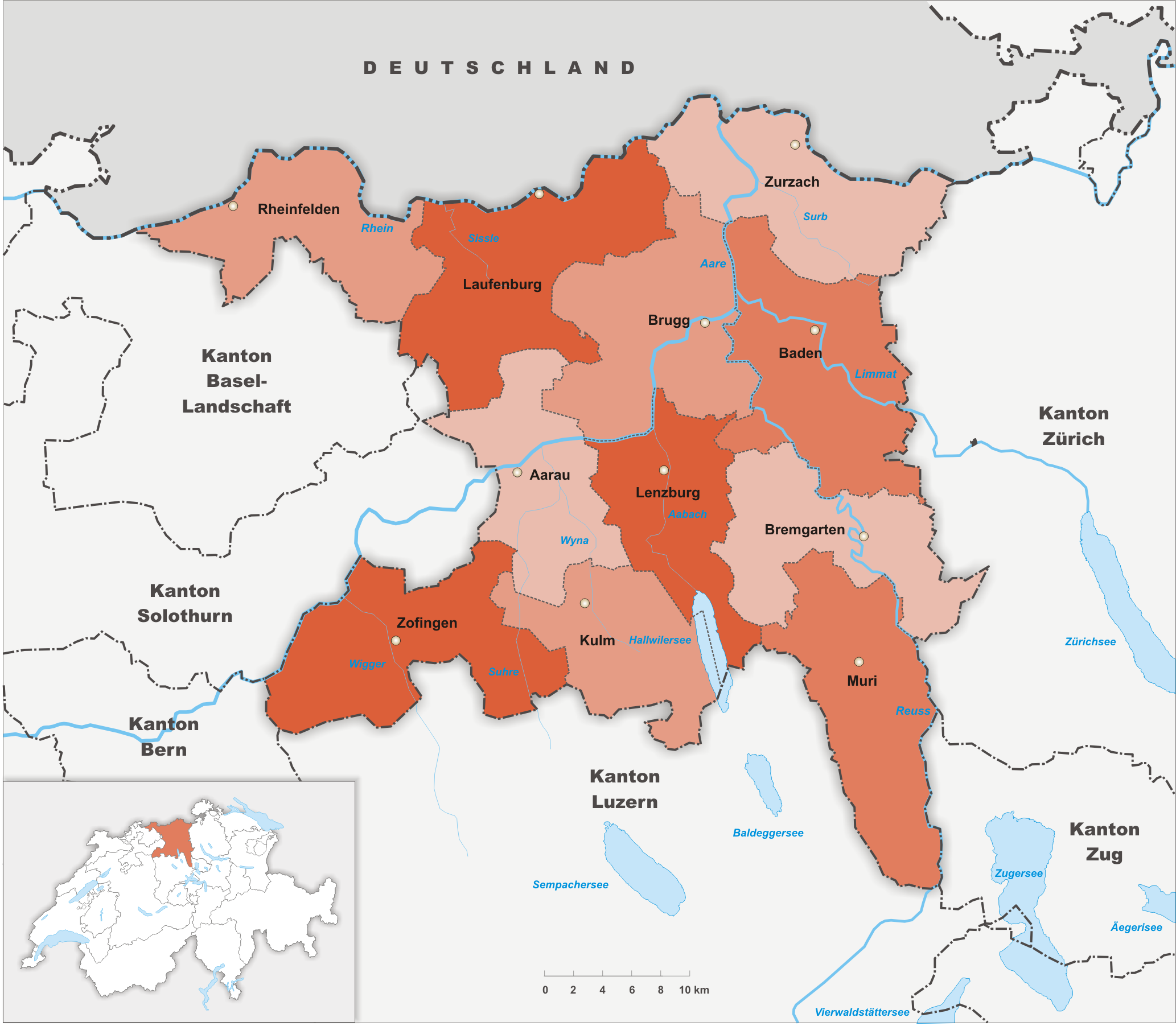
Districtele cantonului Aargau

Cantonul Aargau este împărțit în 11 districte,
- Aarau cu capitala la Aarau
- Baden cu capitala la Baden,
- Bremgarten cu capitala la Bremgarten,
- Brugg cu capitala la Brugg,
- Kulm cu capitala la Unterkulm,
- Laufenburg cu capitala la Laufenburg,
- Lenzburg cu capitala la Lenzburg,
- Muri cu capitala la Muri,
- Rheinfelden cu capitala la Rheinfelden,
- Zofingen cu capitala la Zofingen și
- Zurzach cu capitala la Zurzach.

## Economie
Solul cantonului Aargau este unul dintre cele mai fertile din Elveția. Lactatele și fructele sunt principalele activități economice ale cantonului. Acesta are și industrie, în special în domeniile ingineriei electrice, a instrumentelor de precizie, a fierului, oțelului și cimentului.
Trei din cele cinci centrale nucleare ale Elveției se află în acest canton (Beznau I + II și Leibstadt). În plus, numeroasele râuri asigură suficientă apă pentru numeroasele centrale hidroelectrice, astfel că Aargau este adesea denumit "cantonul energiei".
Mulți locuitori fac naveta îcun centru financiar Zürich, care se află chiar peste granița cantonală.
Turismul joacă un rol important, în special prin izvoarele fierbinți de la Baden ("Baile") și Schinznach Bad (Baia Schinznach).

## Vedeți și
- Aargauer Zeitung
- Municipalitățile cantonului Aargau